# Erich Schäfer (Politiker)
Erich Schäfer (* 31. Juli 1899 in Berlin; † nach 1947) war ein deutscher Politiker (LDP). Er war von 1946 bis 1947 Landtagsabgeordneter in Sachsen-Anhalt.

## Leben
Schäfer lebte bis zum Zweiten Weltkrieg in Berlin, wo er eine Damenmantelfabrik besaß, die er selber leitete. Während des Krieges zog er nach Kölleda und verlegte auch seinen Betrieb nach dort, um ihn vor den Luftangriffen auf Berlin zu schützen.
Nach dem Zweiten Weltkrieg trat er in Kölleda der LDP bei. Er wurde bei der Landtagswahl in Sachsen-Anhalt 1946 in den Landtag gewählt. Sein Mandat legte er jedoch nach nicht einmal einem Jahr nieder.